# Андреев, Андрей Владимирович (дипломат)
Андре́й Влади́мирович Андре́ев (род. 19 сентября 1956) — российский дипломат. Чрезвычайный и полномочный посол (2021).

## Биография
Окончил МГИМО МИД СССР (1978). На дипломатической работе с 1978 года. Владеет арабским, английским и французским языками.
- В 1978—1981 годах — сотрудник Посольства СССР в Египте.
- В 1984—1988 годах — сотрудник Посольства СССР в Сирии.
- В 1991—1995 годах — первый секретарь, советник Посольства России в Саудовской Аравии.
- В 1995—1999 годах — советник, начальник отдела Департамента Ближнего Востока и Северной Африки МИД России.
- В 1999—2003 годах — советник-посланник Посольства России в Объединённых Арабских Эмиратах.
- В 2003—2004 годах — начальник отдела Департамента Ближнего Востока и Северной Африки МИД России.
- В 2004—2005 годах — заместитель директора Департамента Ближнего Востока и Северной Африки МИД России.
- С 15 июля 2005 по 23 июля 2009 года — чрезвычайный и полномочный посол России в Катаре[1][2].
- С 23 июля 2009 по 16 апреля 2013 года — чрезвычайный и полномочный посол России в Объединённых Арабских Эмиратах[3][4].
- С 2 декабря 2020 года — чрезвычайный и полномочный посол России на Мадагаскаре и Коморских Островах по совместительству[5][6].

## Дипломатический ранг
- Чрезвычайный и полномочный посланник 2 класса (29 июля 2002)[7].
- Чрезвычайный и полномочный посланник 1 класса (23 апреля 2008)[8].
- Чрезвычайный и полномочный посол (28 декабря 2021)[9].

## Награды
- Медаль ордена «За заслуги перед Отечеством» II степени (26 ноября 2011) — за большой вклад в реализацию внешнеполитического курса Российской Федерации и многолетнюю добросовестную работу[10].
- Благодарность президента Российской Федерации (21 июля 2020) — за активное участие и проведении саммита и экономического форума Россия — Африка в 2019 году в городе Сочи[11].